# Un jour à Jérusalem
Pour plus de détails, voir Fiche technique et Distribution.
Un jour à Jérusalem (Easter Celebration at Jerusalem) est un film documentaire américain réalisé par Sidney Olcott, sorti en 1912. 
Ce documentaire a été tourné durant le printemps 1912 en Palestine, à Jérusalem, notamment devant la basilique du Saint-Sépulcre.

## Fiche technique
- Titre : Un jour à Jérusalem
- Titre original : Easter Celebration at Jerusalem
- Réalisation : Sidney Olcott
- Scénario :
- Photographie : George K. Hollister
- Montage :
- Producteur :
- Société de production : Kalem Company
- Société de distribution : Kalem Company
- Pays d'origine :   États-Unis
- Langue : film muet avec les intertitres en français
- Métrage : 103 mètres
- Format : Noir et blanc — 35 mm — 1,33:1 — Muet
- Genre : Film documentaire
- Durée : 3 minutes 25 secondes
- Dates de sortie :
  -  États-Unis : 1912
  -  France : 3 décembre 1912 (Paris)